# Brześcianka
Brześcianka – wieś w Polsce położona w województwie podlaskim, w powiecie bielskim, w gminie Bielsk Podlaski.
W latach 1975–1998 miejscowość administracyjnie należała do województwa białostockiego.
Prawosławni mieszkańcy wsi należą do św. Jana Teologa w Augustowie, a wierni kościoła rzymskokatolickiego do parafii Wniebowzięcia Najświętszej Maryi Panny w Łubinie Kościelnym.